# Aune Mikkonen
Aune Annikki Mikkonen, född 19 april 1922 i Uleåborg, död 14 juli 2002 i Helsingfors, var en finländsk grafiker. 
Mikkonen studerade 1946–1947 vid Fria konstskolan, 1948–1950 och 1951–1952 vid Finlands konstakademis skola samt 1956 vid Atelier de Gravure Calevaert-Brun i Paris; genomgick Tuulikki Pietiläs fortsättningskurs 1957. Hon ställde ut första gången 1952. Hon började som målare, men övergick snart helt till grafiken, huvudsakligen i etsnings-, akvatinta- och torrnålsteknik. 
Mikkonen blev känd främst för sin finstämda naturgrafik, som kulminerade på 1970-talet. På 1950-talet ingick i hennes motivkrets även stadsvyer, kaféinteriörer, cirkus- och figurbilder. Hon hade en rad uppdrag inom konstnärsorganisationerna och blev hedersmedlem i Konstgrafikerna. Hon prisbelöntes bland annat för sin grafik med Helsingforsmotiv och tilldelades Pro Finlandia-medaljen 1973. Hon donerade 2001 en stor samling på omkring 200 egna konstverk till konstmuseet Ateneum.